# 정옥자
정옥자(鄭玉子, 1942년~)는 대한민국의 한국사학자이자, 국사편찬위원회 위원장, 서울대학교 명예교수이다. 서울대학교 국사학과 최초 여성교수로 임용되었고, 최초로 규장각 여성 관장이었다. 국사편찬위원회 위원장으로서도 최초 여성 위원장이다.

## 일화
동덕여자고등학교 3학년 때 학생회장으로 4.19 혁명에 참여하였다.
1980년대 후반 신군부에 대한 전국민적 민주화 요구가 일어났을 때, 서울대 교수 시국선언을 주도하였다.

## 학력
- 서울대학교 문리과대학 국사학과 학사
- 서울대학교 대학원 사학과 국사전공 문학석사
- 서울대학교 대학원 사학과 국사전공 문학박사

## 경력
- 2008년 ~ 2010년 국사편찬위원회 위원장
- 2007년 서울대학교 국사학과 명예교수
- 1999년 규장각 관장
- 1981년 서울대학교 국사학과 교수

## 저서
- 조선후기 문화운동사
- 조선후기 지성사
- 조선후기 역사의 이해
- 역사 에세이
- 정조의 문예사상과 규장각
- 역사에서 희망읽기
- 조선시대 문화사
- 공부의 즐거움(공저)